# Мельмот-блукач
«Мельмот - блукач» (англ. Melmoth the Wanderer) — найвідоміший твір Ч. Р. Метьюріна (1782-1824), англомовного ірландського письменника. Характерний зразок пізнього готичного жанру епохи байронізму. Сам Метьюрін визначив жанр твору як казка: англ. «a tale» зазначено в підзаголовку на обкладинці книги. Однак у Росії, починаючи з першого видання (1833 рік), цей підзаголовок опускають.
Написаний наприкінці першої чверті XIX століття в Ірландії, цей роман став популярним далеко за межами Англії, і тривалий час впливав на літературу багатьох країн Європи, включаючи Росію та Францію.

## Присвячення
Роман присвячений маркізі Еберкорн:
 «To the most noble the Marchioness of Abercorn this romance is by her ladyship's permission respectfully inscribed by the author.»

Леді Джейн Енн Гір (1763—1827), дочка Артура Гора, 2-го герцога Арранського, стала маркізою Еберкорн 3 квітня 1800 року, після того, як герцог Джон Джеймс Гамільтон (1756—1818), з 1790 року 1-й маркіз Еберкорнський, взяв її третьою дружиною після того, як парламент в 1799 році оголосив недійсним його попередній шлюб з його двоюрідною сестрою, леді Сесілією Гамільтон. Маркіз помер за 2 роки до виходу роману в світ, і Вальтер Скотт, який підтримував стосунки з цим сімейством, намагався зацікавити овдовілу маркізу творчістю Метьюріна

## Історія написання роману
В передмові до «Мельмоту-блукачу» Метьюрін вказує, що ідею роману йому підказала його ж власна проповідь, висловлюючи жаль, що мало хто прочитав ці його «Проповіді» («Sermons»), які були видані в 1819 році Дослідник творчості Метьюріна — Моріс Леві, спираючись на лист Метьюріна В. Скотту від 15 лютого 1813 року, вважає, що робота над «Мельмотом Блукачем» почалася в 1813 році. У цьому листі Метьюрин повідомляє, що пише зараз поетичний роман. Сам він характеризує роман, як «річ неприборкану» (англ. wild thing), але яка має «всі шанси сподобатися публіці». Стверджуючи, що сам він завжди любив розповіді про забобони, Метьюрин майже хвалиться: «я насправді був завжди більш обізнаний у видіннях іншого світу, ніж в реальності цього; тому я вирішив, що зможу у своєму романі, вводячи диявольське втручання, „переіродити всіх Іродів“, шанувальників німецької школи»

Автор запитує в читача: «… чи є хтось серед нас той, хто… взяв би все, що може дати йому людина, або земля, щоб зректися надії на своє спасіння?»
І сам дає відповідь на це питання: «Ні, не знайдеться жодного дурня на землі, кого спокусив би ворог роду людського такою пропозицією!». Але, Моріс Леві побачив у цьому зумисну спробу автора ввести читачів в оману. Він спростував самого Метьюрина «за логікою речей». Роман — не ілюстрація одного з відомих тверджень богословської риторики, а заперечення йому: головний герой роману якраз і робить протилежний вибір.

## Структура та композиція роману
Роман «Мельмот Блукач» поділений на 39 глав, що пронумеровані римськими цифрами. У першому виданні роману (1820 року) його обсяг був розбитий на 4 томи, при цьому через недбалість друкарні був допущений збій у нумерації глав, і остання за рахунком позначалася XXXVI. Кожному розділу передує епіграф, часто латинською або грецькою мовою. 
Особливість композиції роману —це , так зване, «рамкове оповідання». Існує загальна сюжетна канва, яка служить ніби обрамленням для численних вставних новел. Однак у романі при цьому зберігається абсолютна послідовність загального сюжету, в якому автор ні на секунду не втрачає нитку наскрізної розповіді і наскрізного задуму. При читанні такого роману одне за іншим розкриваються оповідання вкладені одне в одне. Приводом до їх розгортання можуть бути або розповідь одного з героїв, або книга, яку він читає і т. д. І лише коли ці історії послідовно замикаються, читач поступово повертаючись до вже забутих передісторій, послідовно ставить крапки в кожній з них, причому остання — в оповіданні про того персонажа, з чиєї історії воно починалося.

## Сюжет

### Зав'язка
Дія роману починається восени 1816 року в Ірландії, в графстві Віклов, куди студент дублінського Триніті-Коледжу Джон Мельмот приїжджає, щоб відвідати свого вмираючого дядька, та вступити у володіння спадщиною. Дядько помирає, і у заповіті, крім суто практичних пунктів, виявляються ще два - трохи незвичайні: перший — знищити портрет, що висить в кабінеті з підписом «Дж. Мельмот, 1646»; другий — знайти і спалити рукопис, що зберігається в одному з ящиків бюро. Так Джон Мельмот вперше стикається  зі своїм легендарним предком, який отримав прізвисько Мельмота-блукача.

### Стентон
Мельмот читає рукопис, який , як з'ясовується, належить якомусь англійцю, Стентону, що першим з героїв роману, зустрів на своєму шляху дивного і грізного демона Мельмота-блукача. Прочитавши  болісну і пристрасну сповідь Стентона, Джон зриває зі стіни портрет свого предка і, розірвавши його на клаптики, кидає у вогонь. Але вночі той приходить до нього зі словами: «Що ж, ти мене спалив, тільки такий вогонь не владний мене знищити. Я живий, я тут, біля тебе».

### Розповідь іспанця
Страшна буря обрушується на будинок Мельмота. В цій бурі Мельмоту знову явився його демонічний предок. Мельмота, що тоне у хвилях, рятує іспанець Алонсо Монсада. Він розповідає йому свою повість — «Розповідь іспанця» — це перша вставна новела. Це історія перебування Алонсо в монастирі, де його хотіли змусити постригтися в ченці. Його опір цьому і переслідування монастирською братією. Багато чого змішано і з'єднане в цьому оповіданні: таємничі мандри по монастирських підвалах у пошуках порятунку; гнівні інвективи, спрямовані проти фарисейства і сатанинської жорстокості Церкви і Інквізиції; страшний образ ченця-батьковбивці, що стає таємним інформатором Інквізиції; безмежна самотність героя — іспанця Алонсо Монсада, вимушеного один на один битися з тими зміями, «які… зачаті самотністю людини… і щогодини народжуються у нього в серці»; розповідь про замурованих закоханих. Але над усім цим — явище Спокусника — Мельмота-блукача: людини, для якої не існує ні запорів, ні заборон. Людини, що розповідає про свої зустрічі з історичними особистостями, які жили в минулому столітті… Герой, скориставшись пожежею, що охопила в'язницю, біжить. Він потрапляє, зрештою, в підземелля, де його знаходить старець, єврей Адонія, який пропонує Монсаді стати у нього писарем. Адонія, який вміє бачити минуле і майбутнє, показує Алонсо рукопис, що містить «історію тих, чиї долі пов'язані тепер з твоєю — чудовим, незримим і нерозривним ланцюгом». Ця історія — «повість про індійських островитян». Історія кохання Мельмота-блукача — до наївної, простодушної і прекрасної дівчини з далекого острова.

### Іммалі
На острові, де живе в повній самоті  Іммалі, з'являється людина «чужинець». Він розповідає Іммалі про далекі країни, про міста... Ми знову бачимо  поєднання в межах одного образу Богохульника і Богошукача.  Як говорить Монсада, «всі ми — тільки зерна чоток, нанизаних на одну й ту ж нитку». Спокуса приходить до Іммалі в образі Мельмота — в його оповіданнях про цивілізований світ, в тих картинах жахливої аморальності, що панує в ньому. Дикунка Іммалі полюбила Мельмота.  «Тебе! Це ти навчив мене думати, відчувати, плакати». До зустрічі з Мельмотом вона нічого цього не знала. Відбуваються їх заручини — без свідків, тільки дика природа і місячне світло. Після цього Мельмот зникає. Він йде від неї «по водах».

Через три роки ми зустрічаємо Іммалі в Іспанії, під ім'ям Ісідори, дочки багатого купця і негоціанта дона Франсіско де Альяга. Однієї ночі їй явився Мельмот. Він говорить своїй коханій: «Мені доручено топтати ногами і м'яти всі квіти, розквітаючій як на землі, так і в людській душі... все, що трапляється на моєму шляху». Мельмот набуває рис приреченого на мандри і вічні поневіряння, мучителя і мученика одночасно. Сатана і спаситель в одній особі. Розчарований і пересичений, пізнав він таємницю життя і смерті, нікчемність роду людського і марність усього сущого, і, внаслідок цього знання, підвищується над світом. Вночі, в старому монастирі, відбувається вінчання Ісідори-Іммалі і Мельмота.

### Казка про сім'ю Гусмана
Наступна глава застає нас на постоялому дворі, де заночував батько Ісідори, дон Франсіско,  що прямує додому. Він зустрічає там незнайомця, який читає йому  рукопис: «Повість про сім'ю Гусмана». Історію трагедії однієї сім'ї, її піднесення та падіння, багатства і бідності. У саму страшну годину перед батьком сім'ї Вальбергом виникає спокусник, «Ворог роду людського». Але несподівано приходить порятунок, а спокусу Вальберг долає, навіть ціною голодної смерті своїх дітей. Розповідь закінчено. Дон Франсіско занурюється в сон, а, прокинувшись, виявляє в кімнаті людину. «Дивний гість» проявляє несподіване знання долі Вальберга і його сім'ї, хоча його не було в кімнаті в момент читання рукопису. А прощаючись, каже: «Ми побачимося з вами сьогодні ввечері». Так і відбувається. В дорозі дон Франсіско зустрічає загадкового незнайомця. Сховавшись у відокремленій харчевні від негоди, вони залишаються вдвох, і «дивний гість» пропонує увазі купця свою розповідь: «Повість про двох закоханих».

### Казка про двох закоханих
Цього разу дія відбувається в Англії. Епоха Реставрації Стюартів, друга половина XVII ст. Старовинний рід Мортимерів з графства Шропшир. Легенди про славне минуле, про служіння королівському дому. Казка про любов нащадків сера Роджера Мортімера, двоюрідних брата і сестри: юнака Джона Сендела — воїна і героя, та красуні Елінор; історія їх трагедії, їх розлуки, і знову зустрічі, коли Джон вже божевільний, а Елінор служить йому доглядальницею. Вони дуже бідні. В той момент, коли незнайомець розповідає дону Франсиско цю історію, він сам несподівано виникає у власному оповіданні: «Саме в цей час… мені і довелося познайомитися з… я хотів сказати, саме в цей час якийсь приїжджий, оселився неподалік від того села, де жила Елінор, кілька разів зустрічав їх обох…» Спокуса знову не виражена у словах, тільки священик, що з'явився трохи пізніше, «відразу ж зрозумів, наскільки жахливою була їх розмова». Священик пояснює Елінор, що в цій людині він впізнав «ірландця по імені Мельмот», з яким був знайомий колись, з ким перестав зустрічатися, зрозумівши, «що це людина, що віддалася диявольській омані, що він у владі Ворога роду людського». Якийсь час тому священик сам був свідком його смерті, і перед смертю той йому сказав: «Я винен у великому ангельському гріху: я був гордий і занадто багато уявив про силу свого розуму! Це був перший смертний гріх — безмежне прагнення до забороненого знання!» І ось — цей чоловік живий…

### Фінал
Історія Ісідори завершує розповідь. Ніхто не знає, що вона стала «таємною дружиною» Мельмота. Ніхто не знає, що вона чекає дитину. І ось приїжджають її батько і наречений. Під час балу Мельмот робить спробу втечі. Марно. На їх шляху встає брат Ісідори. Убивши його, Мельмот біжить один, проклинаючи тих, хто виявляється свідками цієї сцени. Доля Ісідори жахлива. У неї народжується дочка, проте «дружину чаклуна і їх проклятого нащадка» передають «в руки милосердного і святого судилища Інквізиції». Вирок — розлука з дочкою. Вночі, в камері Ісідора помирає. На смертному одрі вона розповідає священику, що у неї вночі був Мельмот. Знову спокуса.

На цьому іспанець Монсада закінчує свою розповідь. І тут перед ним і Джоном Мельмотом виникає сам герой, Блукач: «Твій предок повернувся додому... поневіряння його закінчені!.. Таємницю мого призначення я беру з собою... Я посіяв на землі страх, але — не зло. Нікого з людей не можна було змусити розділити мою долю. Потрібна була їх згода — і жоден з них цю згоду не дав... Ні одна істота не схотіла помінятися долею з Мельмотом-блукачем. Я обійшов весь світ і не знайшов жодної людини, яка заради того, щоб володіти цим світом, погодилася б занапастити свою душу. Ні Стенсон в будинку для божевільних, ні ти, Монсада, у в'язниці Інквізиції, ні Вальберг, на очах у якого діти вмирали від голоду, ніхто інший...»

Мельмот бачить віщий сон про свою смерть. Наступного дня  на вершині скелі, до якої привели сліди Мельмота, знайшли тільки хустку, яку він носив на шиї. «Це було все, що залишилося від нього на землі!»

## Вплив на світову літературу

### Оскар Уайльд
У травні 1897 року Оскар Уайльд, переїхавши до Франції, змінив своє ім'я на ім'я -  Себастьян Мельмот (англ. Sebastian Melmoth). Про цей роман письменник знав з самого дитинства — адже Чарльз Метьюрін доводився йому двоюрідним дідусем. Власне, безпосередньо до «Мельмота блукача» сходять і основоутворюючі мотиви його роману «Портрет Доріана Грея» — угода з дияволом і магічний портрет, пов'язаний з долею героя.

### Оноре де Бальзак
Вперше Оноре де Бальзак (1799-1850) прочитав «Мельмота Блукача», очевидно, незабаром після виходу у світ в 1821 році французького перекладу цього роману. Те, що «казка» Матюрена його схвилювала, відчувається вже в одному з перших його юнацьких романів «Віковічний, або Два Берингельда» (1822). Як і Мельмот, головний герой тут наділений казковим довголіттям, умінням миттєво переміщатися в просторі, бачити крізь стіни і дає йому владу над людьми. Є і схожість у дрібницях: дата, що підтверджує вік Берингельда (1500) стоїть на портреті Берингельда (у Мельмота 1640); одна з перших сцен — збори сільських жителів, де виділяється фігура баби-кликуші. Безпосередньо запозичене з XXI розділу речення, в якому Мельмот пояснює Іммалі, що таке любов; взагалі, цю фразу Бальзак запам'ятав напам'ять — її ж літературознавці знайшли потім і в його особистому листі пані Берні.

### Булгаков М. А.
До першої третини XX століття у світовій літературі накопичилося вже стільки творів, де  сатана з'явився на землю і спокушає людей, що було б важко провести однозначну лінію від роману М. А. Булгакова «Майстер і Маргарита» безпосередньо до роману Метьюрина. Однак постать Івана Бездомного і колізії, в які він потрапляє, прямо вказують на метьюринський прототип — це Стентон.